# Direct-Attached Storage
Direct-attached storage (DAS), „stocare atașată direct”, se referă la un sistem de stocare digital atașat direct la un calculator personal, stație de lucru sau server, fără ca o rețea să fie interpusă. Exemple DAS includ dispozitive comune de stocare care au conexiune de tip „unu-la-unu” între calculator și dispozitiv cum ar fi unitățile hard disk și SSD interne și externe, dispozitive optice de stocare, USB. În general un calculator este inițiatorul și dispozitivul de stocare date este target. 
Alternative la DAS sunt Storage area network (SAN) și Network-attached Storage (NAS), unde stocarea se face într-un sistem de stocare extern care poate fi accesat printr-o rețea. Sistemele DAS sunt în general mai rapide decât NAS acestea fiind limitate la viteza rețelei.

## Descriere

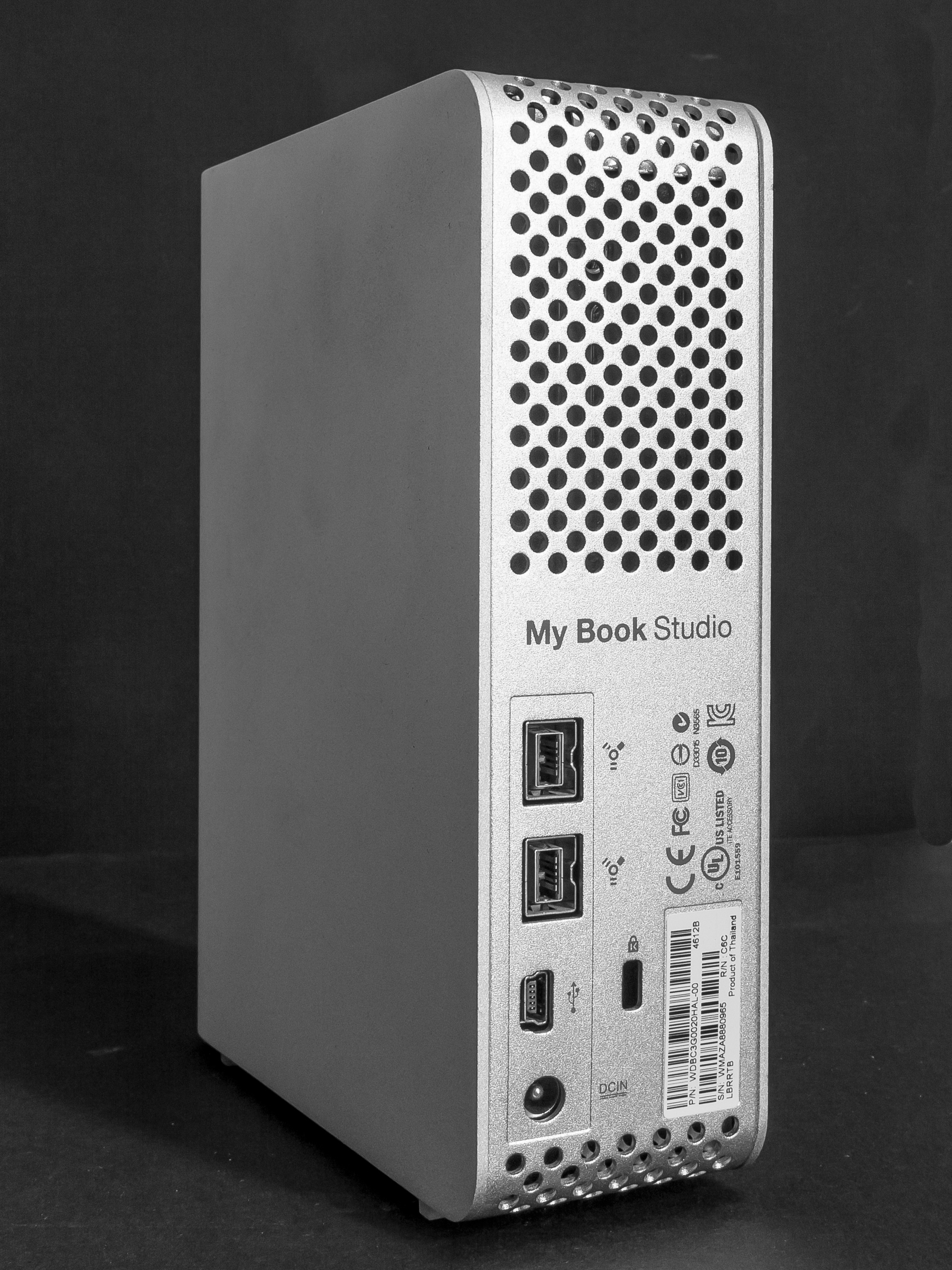
Sistem DAS cu porturi USB 2 și FireWire 800

Un sistem DAS este format din una sau mai multe carcase în care se află dispozitive de stocare și unul sau mai multe controlere. Sistemul DAS este atașat direct la computer prin Host Bus Adapter (HBA)
Prin proiectare, DAS este prevăzut cu capacitatea fault-tolerant design, (toleranță la defecte) relativ la mai multe aspecte:
- controller redundancy (două controlere, unul de siguranță)
- cooling (răcire) redundancy
- storage fault tolerance în RAID.

Sistemele DAS entry-level cu performanțe mai slabe, sunt cel mai adesea construite dintr-o carcasă fără componente active (controlere), la acestea logica de acces și pattern-urile pentru toleranța la defecte fiind asigurate de către HBA-ul serverului.
Sistemele DAS din clasele middle și top sunt prevăzute cu controlere incorporate. La acestea este incorporat managementul RAID-ului, putându-se utiliza HBA simple, de tip non-RAID. Controlerele DAS pot oferi și accesul partajat la stocare, care permite mai multor servere să acceseze aceeași unitate logică de stocare, trăsătură utilizată în mod special pentru clustering. Din acest punct de vedere, sisteme DAS cele mai performante sunt similare cu sisteme SAN entry-level.

## Protocoale
Protocoalele principale utilizate în DAS sunt: ATA, SATA, eSATA, NVMe, SCSI, SAS, USB și IEEE 1394 (FireWire).